# Гейликман, Тевье Борисович
Гейликман Тевье Борисович (Гойликман Товий Борухович) (1873, Уваровичи Могилёвской губернии — 24 апреля 1948, Москва) — советский еврейский историк, педагог, автор работ по истории российского еврейства.

## Биография
Родился в обеспеченной мещанской семье Боруха Иоселевича Гейликмана и Славы Лейбовны Бейлин. В детстве получил специальное еврейское религиозное образование. Во время учёбы в Киевском университете, в 1899 был исключен за участие в студенческой забастовке, арестован и выслан в Минск. Принимал непосредственное участие в организации Бунда в России. В 1903 участвовал в издании на русском языке газеты «Курьер» (Москва), в 1904 — социал-демократического журнала «Правда», был одним из редакторов (совместно с Р. Абрамовичем и В. Медемом) бундовского журнала на русском языке «Наше слово». В 1912 перевёл на русский язык «Миреле Эфрос» и «Бог, человек и черт» Я. Гордина, которые в том же году были поставлены в Театре Корша в Москве.

С 1917 жил и работал в Москве. 25 июня 1917 года по списку объединённых социал-демократов был избран гласным Московской городской думы. В августе-декабре 1917 работал в редакции ежемесячного издания Бунда «Ди хофнунг». В 1924—1925 преподавал в Университете для национальных меньшинств в Москве. 1930-х — профессор истории и философии в ряде московских вузов. В 1941-45 — член Исторической комиссии при Еврейском антифашистском комитете.
Похоронен на Донском кладбище.

## Семья
- Жена — врач-стоматолог Коробочкина Белла Моисеевна. 
  - Сын — Борис Товьевич Гейликман (1914—1977) — советский физик-теоретик.[2].
- Брат — Исаак Борисович Гейликман (1872—1942) — врач,
- Сестра — Екатерина Борисовна Натадзе (Хая Боруховна Гейликман) (1884—1955) — врач.

## Научные труды
- «История обществ. движения евреев Польши и России» (1926)
- «Барух Спиноза» (1927)
- «Евреи в начальном периоде системы русского подданства» (1929)